# Villa rustica de la Cataloi (1)
Villa rustica este situată la 600 m vest de localitatea Cataloi din județul Tulcea  și la circa 600 m nord de șoseaua Cataloi - Nalbant. 

## Legături exerne
- Roman castra from Romania (includes villae rusticae) - Google Maps / Earth Arhivat în 5 decembrie 2012, la Archive.is